# Bataille de Monastir (1916)
Pour la bataille de 1917, voir Bataille de Monastir (1917).
Première Guerre mondiale
Batailles
Front des Balkans
- Front austro-serbe : Campagne de Serbie (7-1914)
- Campagne de Serbie (10-1915)
- Le Cer (8-1914)
- La Kolubara (9-1914)
- Salonique (10-1915
- Krivolak (10-1915)
- Kosovo (11-1915)
- Kosturino (12-1915)
- 1re Doiran (8-1916)
- Strymon (8-1916)
- Kaïmatchalan (9-1916)
- 1re Monastir (9-1916)
- 2e Monastir (3-1917)
- 2e Doiran (4-1917)
- Skra-di-Legen (5-1918)
- Vardar (9-1918)
- Dobropolje (9-1918)
- 3e Doiran (9-1918)
- Uskub (9-1918)
- Campagne de Serbie (9-1918)

Front d'Europe de l'Ouest
Front italien
Front d'Europe de l'Est
Front africain
Front du Moyen-Orient
Bataille de l'Atlantique
La bataille de Monastir (aujourd'hui Bitola) a eu lieu du 12 septembre 1916 au 19 novembre 1916 en Macédoine. Elle permet aux troupes françaises et serbes de l'expédition de Salonique, commandée par le général Sarrail, de percer les lignes bulgares et d'atteindre la vallée de la Cerna. Les deux armées s'affrontent sur le sol théoriquement neutre du royaume de Grèce.

## Prélude

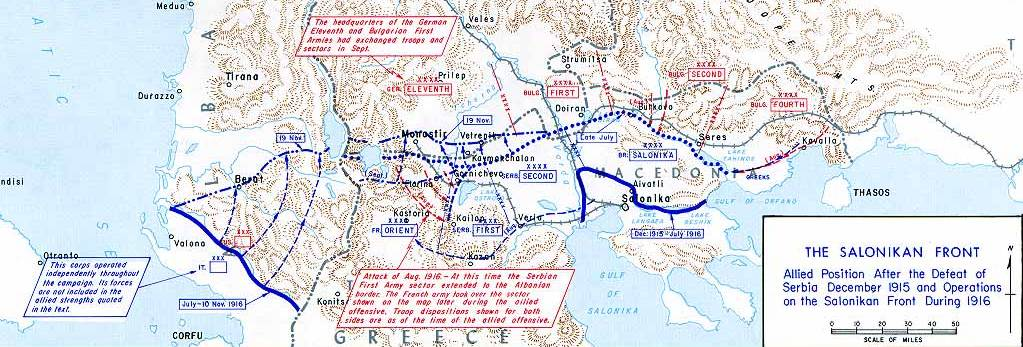
Le front de Macédoine et d'Albanie en 1916

Début 1916 la situation politique grecque est toujours compliquée. La Grèce est depuis le début de la guerre tiraillée entre des forces en faveur des alliés (dont  Elefthérios Venizélos) et d'autres qui penchent plus vers la neutralité voire les empires centraux (dont le roi Constantin Ier). Elle est officiellement neutre, mais elle a mobilisé défensivement. Chef du gouvernement, Venizélos avait permis l'installation de forces alliées à Thessalonique en octobre 1915. Fin 1915, l'échec de l'expédition des Dardanelles est évident pour tous, Constantin estime que le moment est favorable pour lui et il déclenche des élections législatives, auquel Venizélos refuse de participer. Début 1916 le nouveau gouvernement favorable à Constantin négocie avec les Bulgares et donne des ordres à son armée de ne pas s'opposer s'ils entrent en Grèce pour combattre les alliés. Parallèlement une partie des troupes britanniques qui ont évacué les Dardanelles sont stationnées à Salonique. 
À partir de mars 1916, le général Sarrail, commandant des alliés dans la région, s'aperçoit que les forces d'interposition grecques se dégarnissent. Le 4 mai, il fait envoyer un fort détachement sur Flórina en direction de Monastir pour prévenir tout débordement des troupes germano-bulgares vers l'ouest. Le 27 mai, les Bulgares pénètrent en territoire grec. Dans un premier temps, ils prennent, avec l'assentiment des Grecs, le fort du Rupel, sur la route de Salonique à Serrès, qui commande toute la Macédoine orientale.

### Du côté des empires centraux
Du 17 au 23 août 1916, les Bulgares, attaquant aux deux ailes, sur le territoire grec, s'emparent à gauche de Florina, et, à droite, marchent sur Drama et Cavalla que leur abandonnent les contingents grecs. L'offensive du Strymon place les Français dans une situation difficile et les empêche de profiter de l'entrée de la Roumanie dans la Première Guerre mondiale à partir du 27 août.

### Du côté des Alliés

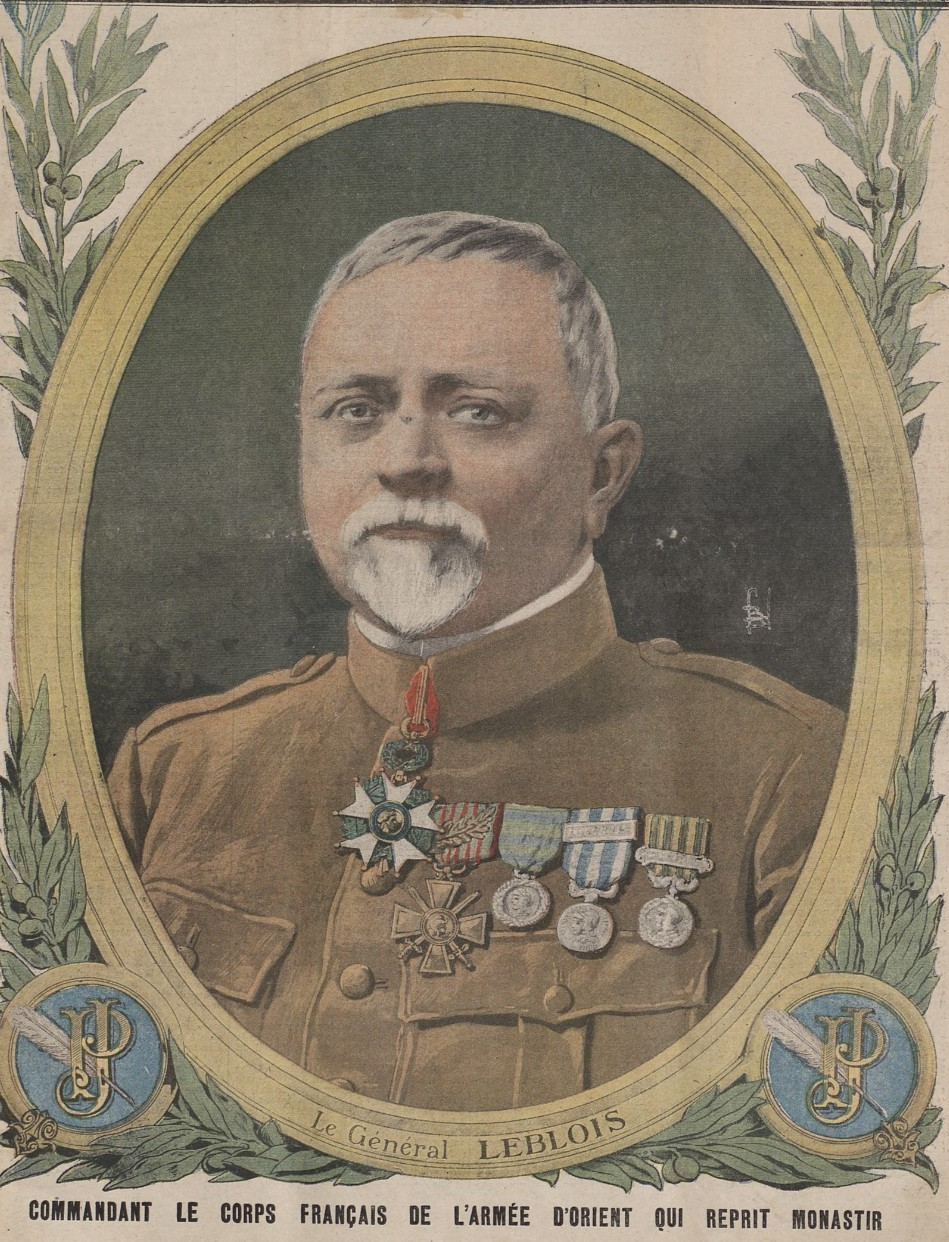
Paul Leblois, commandant les forces françaises.

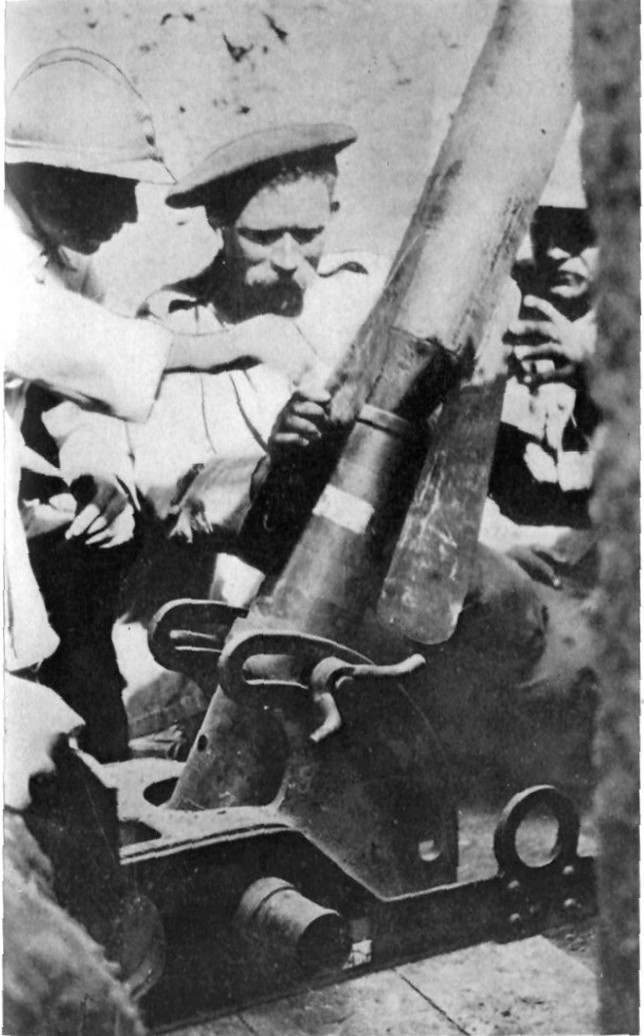
Artilleur français entraînant un Serbe sur un mortier Crapouillot.

Les armées alliées d'Orient sous les ordres du général Sarrail comptent plus de 300 000 hommes (100 000 Serbes commandés par le général Živojin Mišić, 80 000 Français commandés par le général Cordonnier puis par le général Leblois, 80 000 Anglais commandés par le général Milne  et d'importants détachements russes, italiens et grecs). L'armée serbe, reconstituée à Corfou par les soins de la France, a été, en avril et mai, transportée en Chalcidique. Les 80 000 Français de l'armée française d'Orient sont  commandés par le général Cordonnier jusqu'à la mi-octobre 1916. À la suite d'un différend avec Sarrail, ce dernier le remplace par le général Leblois à partir du 19 octobre. Leblois, Mišić, Milne et les autres chefs alliés sont tous sous les ordres de Sarrail.

## La bataille

### Préparation
Vers la fin de juillet, les Serbes, sur les pentes des monts Moglena, ont quelques succès contre les Bulgares. Au milieu d'août, les Français de la 17e DIC du général Cordonnier s'emparent de la gare de Doiran et de plusieurs villages au pied du mont Belès. Après une phase défensive autour de Doiran, de la Strouma et du Vardar pendant laquelle ils connaissent un certain nombre de problèmes de coordination, le 20 août, les Alliés reprennent l'initiative. Le plus haut sommet de la Moglena, le Kajmakčalan, qui domine la plaine de Salonique, est conquis par les Serbes. Ceux-ci empêchent les Bulgares de couper la route de Monastir par la bataille d'Ostrovo (Vegorítida), le 28 août.

### Prise de Monastir
La tentative d'enveloppement des Bulgares ayant avorté et, rassuré par le gouvernement provisoire de Venizelos, le général Sarrail reprend l'offensive le 12 septembre. Les Anglais et les Italiens avancent sur la Strouma et sur les flancs du mont Belès. Les Français progressent dans la vallée du Vardar et les Serbes à l'ouest du lac Ostrovo. Le 15 septembre, les Serbes battent les Bulgares en leur prenant 32 canons et les rejettent au-delà de la rivière Brod. Le 18, avec l'aide des Russes, les Français entrent dans Flórina et le 30, les Bulgares abandonnent définitivement aux Serbes le massif fortifié du Kajmakčalan. Après un premier repli dans la boucle de la Cerna avec une perte de 3 000 prisonniers et 24 canons, les troupes bulgaro-allemandes se replient précipitamment, et le 19 novembre, Leblois, successeur de Cordonnier, peut entrer à Monastir.

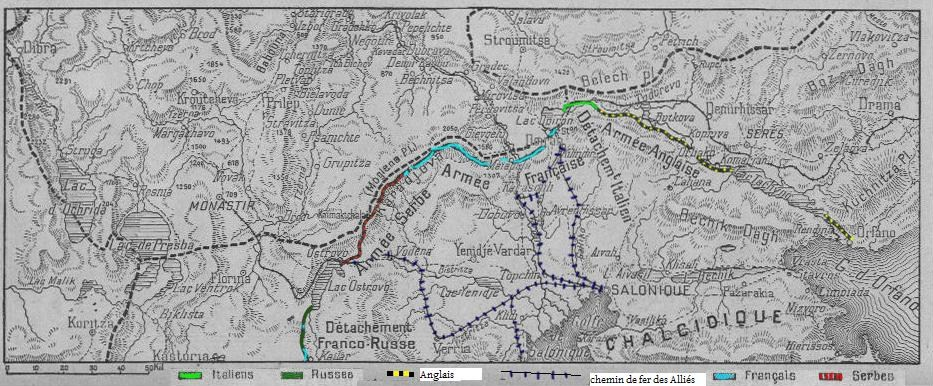
Position des troupes par nationalité en octobre 1916.

## Conséquences
L'extension des combats sur le sol grec provoque la rupture (schisme national) entre le parti neutraliste, autour du roi Constantin, et le parti pro-allié autour d'Elefthérios Venizélos. Fin septembre, ce dernier proclame à Thessalonique un gouvernement de défense nationale soutenu par la France mais non reconnu par les autres alliés.
À la fin de 1916, le front se stabilise sur les hauteurs qui dominent le camp retranché, notamment au sud du lac Doïran, dans la vallée du Vardar, au-dessus de Guevgueliya, sur les crêtes de la Moglena autour de Monastir et de la boucle de la Tcherna jusqu'au lac Prespa. Les Allemands et les Bulgares se fortifient sur ces positions dominantes.
Parallèlement, et pour faire cesser l'attitude ambiguë du roi et du gouvernement grecs, les troupes du général Sarrail investissent Athènes le 2 décembre. La crise grecque ne se dénoue qu'en juin 1917 avec le départ en exil du roi et l'installation du gouvernement de Venizélos à Athènes.
Les forces de l'Entente cherchent à reprendre l'initiative lors de la seconde bataille de Monastir en mars 1917 mais le front bougera peu jusqu'à l'offensive franco-serbe décisive de la bataille de Dobro Polje en septembre 1918.

## Décoration
LA CERNA 1916, FLORINA 1916 sont inscrits sur le drapeau des régiments cités lors de cette bataille.

## Sources
- Victor Giraud, Histoire de la Grande Guerre, Paris, Hachette, 1920, 777 p.
- Expédition de Salonique